# Honduras ai Giochi della XXI Olimpiade
L'Honduras partecipò ai Giochi della XXI Olimpiade che si sono svolti a Montréal dal 17 luglio al 1º agosto 1976, con una delegazione di tre atleti: due maratoneti e un marciatore. Fu la seconda partecipazione di questo paese ai Giochi, dopo Città del Messico 1968. Non fu conquistata nessuna medaglia.